# Monasterio Arnsburg
El Monasterio Arnsburg es la ruina de una antigua abadía cisterciense, cerca de la ciudad de Lich, en Hesse (Alemania). Fundado en 1174, fue secularizado en 1803. Tras la marcha de los monjes en 1810, las posesiones del monasterio pasaron a manos de los señores de Solms-Laubach, que han utilizado hasta hoy parte de las edificaciones barrocas como palacio, mientras que las partes tardorrománicas y góticas tempranas de la iglesia se conservan como imponentes ruinas. En el antiguo claustro, se encuentra desde 1960 un cementerio con caídos en la Segunda Guerra Mundial.

## Situación
El Monasterio Arnsburg se encuentra en el norte de la región de Wetterau (Hesse) en la llanura del río Wetter, no lejos del Castillo Münzenberg y en las inmediaciones de las Limes. Se puede llegar a él desde el oeste por la salida 36 Münzenberg de la A45 y la carretera nacional 488, dirección Lich; desde el este igualmente por la B488 desde Lich, dirección Butzbach. En los alrededores se encuentran las poblaciones de Lich, Münzenberg, Butzbach y Giessen. 